# Chiesa dei Santi Pietro e Paolo (San Giuliano Milanese)
La chiesa dei Santi Pietro e Paolo è una chiesa parrocchiale cattolica di San Giuliano Milanese, sita nel quartiere di Borgo Lombardo. 

## Storia
La chiesa fu edificata tra il 1952 e il 1953 su progetto di Ottavio Cabiati per servire il nuovo quartiere di Borgo Lombardo. Essa fu eretta in parrocchia con decreto del 26 settembre 1957 dell'Arcivescovo di Milano, Giovanni Battista Montini, ricavandone il territorio dalla parrocchia di San Giuliano Martire.

## Caratteristiche

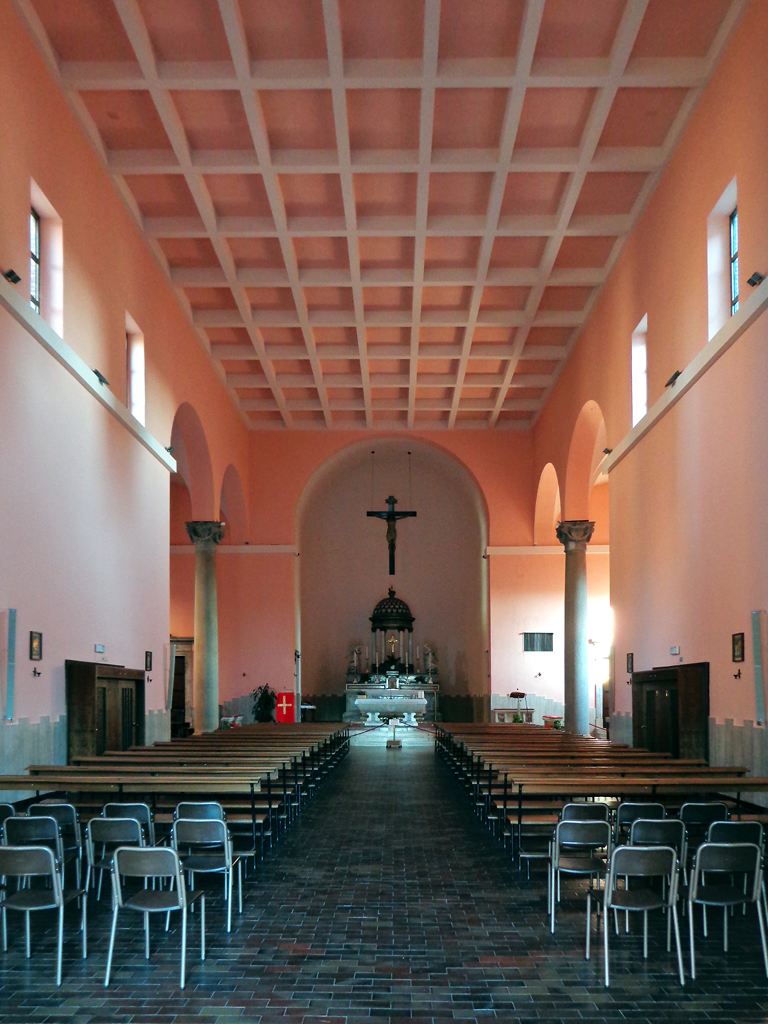
L'interno

Si tratta di una chiesa d'impianto tradizionale, disegnata in uno stile eclettico ricco di richiami agli stili storici, dal romanico al manierismo controriformista.
L'esterno si caratterizza per i muri in mattone a vista, con decorazioni riportate, in pietra o in calcestruzzo. La facciata, in stile classico, è conclusa superiormente da un frontone triangolare, mentre alla base si apre il portale, riparato da un pronao sostenuto da colonne.
L'interno è a navata unica con copertura a cassettoni; presso il presbiterio si apre il transetto, con due volte laterali a crociera.